# 尖腹园蛛
尖腹园蛛（学名：Araneus pseudocentrodes）为园蛛科园蛛属的动物。分布于日本、台湾以及中国大陆的江西、福建、浙江、云南等地，多见于山林。该物种的模式产地在日本。